# Atractus titanicus
Atractus titanicus — вид змій родини полозових (Colubridae). Ендемік Колумбії.

## Поширення і екологія
Atractus titanicus мешкають в горах Західного хребта Колумбійських Анд, в департаментах Антіокія і Кальдас. Вони живуть у вологих гірських тропічних лісах, на висоті від 1800 до 2650 м над рівнем моря.